# Їжак Сонік 3
«Їжак Сонік 3» (англ. Sonic the Hedgehog 3) — американський пригодницький науково-фантастичний комедійний гостросюжетний фільм, заснований на серії відеоігор «Sonic the Hedgehog» від компанії «Sega», продовження фільму «Їжак Сонік 2» (2022) і третій повнометражний фільм у серії. Бен Шварц та Джеймс Марсден повторили свої ролі Соніка та Тома Ваковські відповідно.
Над фільмом працювали студії «Sega Sammy Group», «Original Film», «Marza Animation Planet» і «Blur Studio». Стрічку випущено в прокат США компанією «Paramount Pictures» 20 грудня 2024 року. В Україні прокат розпочався з 26 грудня 2024.

## Сюжет
У 1974 році в околиці штату Оклахома впав метеорит, в якому організація З.О.Н.Д. (Захисники Об'єднаних Націй і Держав, англ. Guardian Units of Nations, G.U.N.) виявила і захопила вищу форму життя — Їжака Шедоу. Він володів надзвичайною силою — силою Хаосу, яку організація стала досліджувати, здійснюючи експерименти під керівництвом Джеральда Роботніка на об'єкті З.О.Н.Д. Планувалось, що силу Шедоу можна накопичувати і використати як потужне джерело енергії.

У секретній лабораторії бази З.О.Н.Д. їжак познайомився з Марією, онукою Джеральда, яка запропонувала свою дружбу. Як наслідок, вона стала не тільки найщирішим його другом, але й найближчою, найріднішою людиною. Однак спокійне життя не тривало довго. Через невідомі причини проект «Тінь» (Shadow) було вирішено закрити, а тому на базу відрядили підрозділ озброєних солдат задля ліквідації Шедоу. Джеральд, дізнавшись про стан речей, хотів цьому запобігти і намагався разом зі своєю онукою та їжаком втекти. Однак ця спроба виявилась невдалою. Агент З.О.Н.Д. випадково вбиває Марію вибухом, який стався внаслідок вистрілу у заповнені силою Хаосу Шедоу контейнери. Джеральда ув'язнюють як винного в інциденті, а Шедоу поміщають у кріогенну камеру, у анабіоз на невизначений термін.
«Надто небезпечний, щоб відпустити, і надто цінний, щоб знищити.»
— командир З.О.Н.Д. Волтерс про Шедоу.
П'ятдесят років потому, біля узбережжя Японії, на острові-в'язниці стається кіберзлам системи З.О.Н.Д., який дає змогу пробудитись Шедоу. Їжак вибирається з ув'язнення, з легкістю перемагає солдат і втікає з острова, переповнений люттю і жагою помсти. Тим часом у Зелених Пагорбах Сонік, Тейлз та Наклз святкують річницю прибуття Соніка на Землю зі своїми прийомними батьками Томом і Медді Ваковські. Прибуває директорка З.О.Н.Д. Роквелл і вербує Соніка, Тейлза та Наклза, щоб зупинити Шедоу, який сіє хаос у Токіо.
Відбувається перша зустріч команди Соніка із Шедоу, що виливається в коротку бійку, в якій чорний їжак з легкістю перемагає нападників та втікає. Сонік, Тейлз і Наклз після поразки вирішують перегрупуватись і розібратись в ситуації краще. Вони відвідують кафе «Сад Чао» (Chao Garden), де зустрічаються з командувачем З.О.Н.Д. Волтерсом, який розповідає їм про минуле Шедоу. Раптово дрони доктора Айво Роботніка (Еґґмена) атакують і майже розгромлюють кафе, але таємничий мотоцикліст, вдягнений в технологічні рукавички Роботніка рятує Соніка та його команду. Проте в результаті нападу дронів був смертельно поранений командир Волтерс, який перед смертю передає Соніку цифрову ключ-карту від наймогутнішої зброї, розробленої З.О.Н.Д., і попереджає берегти її. Команда Соніка вирішує знайти Шедоу без допомоги З.О.Н.Д. Тим часом Роквелл знаходить тіло Волтерса і, вважаючи, що трійця вкрала ключ-карту, негативно налаштовується проти них.
Сонік, Тейлз і Наклз женуться за загадковим рятівником-мотоциклістом і зустрічають його на пристані. Ним виявляється помічник Еґґмена, агент Стоун, який повідомляє, що напад в кафе — не справа рук Айво Роботніка, він не відправляв дронів. Натомість Стоун запрошує геройську компанію на борт велетенського корабля у вигляді роботизованого краба, де Сонік і його друзі зустрічаються з доктором, який вижив після останньої битви, хоч і знаходиться не в найкращій своїй формі. Через спільну ціль — знати самозванця, який присвоїв технології Роботніка і допоміг звільнитись Шедоу, Сонік з командою формують хиткий союз з Еґґменом і відстежують дронів до покинутого об'єкта З.О.Н.Д.
Тим часом там вже знаходиться Шедоу, який з гірким сумом оглядає все, що залишилось від його колишнього життя на цій базі, а конкретно — оглядає речі, які пов'язані з Марією. Він згадує ті часи: першу зустріч, зародження їхньої дружби, цікаве і веселе спільне проводження часу. Їжак розуміє, що все це залишилося лише в спогадах, все це втрачено. Відбувається його возз'єднання з керівником проєкту «Тінь» і водночас дідом Марії Джеральдом Роботніком, а на колишню секретну базу З.О.Н.Д. прибувають Сонік із друзями і Айво з помічником. Тимчасові спільники розділяються, в результаті чого Шедоу захоплює Соніка, Тейлза і Наклза, тоді як Айво зустрічає Джеральда, свого відчуженого діда, який використовував дрони, щоб заманити його на цю зруйновану базу. Роботнік-старший пояснює, що потрібні дві ключ-карти для активації Гармати Затемнення — орбітального лазера, який він спроєктував і який може націлюватися на будь-яке місце на Землі. Джеральд має намір використати його для знищення штаб-квартири З.О.Н.Д. у Лондоні. Айво зраджує Соніка і приєднується до Джеральда. Шедоу забирає ключ-карту у Тейлза і активує міні чорну діру, щоб знищити базу.
Сонік, Тейлз і Наклз рятуються, використовуючи портальні кільця, і вербують Тома й Медді, щоб викрасти іншу ключ-карту з «Пащі дракона» (назва штаб-квартири З.О.Н.Д.) Після розроблення та обговорення плану настав час його втілення. Кожен з учасників зайняв свої позиції: Сонік та друзі розмістились на різних верхівках Лондона (Сонік — на кабіні Лондонського ока, Тейлз — на даху хмарочоса неподалік штаб-квартири, Наклз примостився біля циферблату на Біг-Бені), а сім'я Ваковскі перевтілившись завдяки голографічному маскуванню Тейлза у Рендела (офіцер З.О.Н.Д.) і його дружину Рейчел (сестра Медді) безпечно пробрались в штаб. Том і Медді змогли дістатись серверної і вставити флешку Тейлза, яка дозволить йому «влізти» в систему безпеки організації, але в плані проникнення їх випередили Роботніки, що зламали систему раніше з допомогою власної флешки і успішно просувалися до ключ-карти. Відчуваючи близький провал Сонік зривається зі свого узгодженого планом місця і мчить до штабу. З допомогою Тейлза він встигає уберегтись від небезпечного лазерного купола, який накрив штаб-квартиру, і безперешкодно дістатись до таємного сховку ключа від Гармати. Але це насправді було пасткою директорки Роквелл, яка передбачила викрадення ключа-карти і не заважала проникненню, аби упіймати всіх «злодіїв».
Учасників операції по викраденню ключа захопили службовці З.О.Н.Д., проте ситуацію змінює Наклз, який пробивається крізь захист штабу і ламає пульт керування гравітаційною системою зали, що створює хаос і всі присутні потрапляють в одну спільну пастку. В результаті цього Еґґмен і Роквелл борються за можливість отримати ключ-карту, яку директорка випустила з рук, а Сонік рятує Тома, Медді і Тейлза від загрози бути розчавленими бетонною балкою з арматурою. Під час операції Шедоу тяжко ранить Тома, прийнявши його за Волтерса через голографічне маскування, і здобуває другу ключ-карту, що дозволяє йому і Роботнікам запустити Гармату Затемнення. Розлючений тим, що Шедоу поранив Тома, Сонік покидає Тейлза і Наклза, краде Головний Смарагд і перетворюється на Супер Соніка, використовуючи сім Смарагдів Хаосу, що містяться всередині.
Сонік мчить до Гармати Затемнення і стикається з Шедоу, який поглинає енергію Смарагдів Хаосу, щоб стати Супер Шедоу. Сонік перемагає Шедоу, але стримується, усвідомивши, що той був поглинутий помстою, і щадить його. Сонік розповідає Шедоу про втрату своєї опікунки Сови Гострокігті і про те, що їхня любов до втрачених людей важливіша за помсту. Зворушений, Шедоу мириться з Соніком і погоджується допомогти зупинити Гармату Затемнення.
Джеральд розкриває свої наміри щодо використання Гармати Затемнення: він прагне помститися за смерть Марії, знищивши Землю разом із усім, що поруч, включно із собою. Натомість Айво, який віддає перевагу підкоренню Землі, а не її знищенню, не бажає вмирати; між ними починається бійка. До них приєднуються Тейлз і Наклз, і втрьох вони відкидають Джеральда в енергетичне поле, вбиваючи його. Сонік, Тейлз, Наклз, Айво та Шедоу відхиляють руйнівний промінь гармати від Землі. Коли ядро Гармати починає плавитися, Айво і Шедоу жертвують собою, щоб відвести її за межі досяжності Землі перед вибухом. Сонік мириться з Тейлзом і Наклзом, поки Том одужує після травм.
Під час перегонів із Тейлзом і Наклзом на Соніка нападає група роботів Метал Соніка, але його рятує Емі Роуз. Також з'ясовується, що Шедоу вижив після вибуху Гармати Затемнення.

## У ролях
Ролі озвучували:
- Бен Шварц — Сонік — героїчний, але самовпевнений антропоморфний синій їжак, здатний бігати з надзвуковою швидкістю.
- Коллін О'Шонессі — Майлз «Тейлз» Прауер — антропоморфний жовтий лис, який може літати на своїх двох хвостах.
- Ідріс Ельба — Наклз — антропоморфна червона єхидна, що має суперсилу. Серйозний, агресивний та запальний, але дуже чесний.
- Кіану Рівз — Шедоу — антропоморфний чорно-червоний смугастий їжак з силами енергії Хаосу, основний результат проекту «Шедоу».

Акторський склад:
- Джеймс Марсден — Том Ваковскі — шериф з Грін-Хіллз, штат Монтана, прийомний батько Соніка, Тейлза та Наклза.
- Тіка Самптер — Медді Ваковскі — дружина Тома, прийомна мати Соніка, Тейлза та Наклза та ветеринар з Грін-Хіллз.
- Джим Керрі — Доктор Айво Роботнік / Професор Джеральд Роботнік — шалений вчений і заклятий ворог Соніка/ дідусь Айво Роботніка.
- Наташа Ротуелл — Рейчел — сестра Медді, своячка Тома і дружина Рендалла.
- Шемар Мур — Рендалл — чоловік Рейчел.
- Адам Паллі — Вейд Віппл — друг і напарник Тома, який охороняє Майстер-смарагд Наклза.
- Лі Мадждуб — Стоун — колишній урядовий агент і помічник Роботніка.
- Крістен Ріттер — директор Роквелл.
- Том Батлер — командир Волтерс.
- Джеймс Вовк — молодий командир Волтерс.
- Аліла Браун — Марія Роботник — онука Джеральда і кузина Айво, добродушна дівчинка, яка колись потоваришувала з Шедоу.
- Крісто Фернандес — актор у серіалі

## Український дубляж
Фільм дубльовано студією Le Doyen на замовлення компанії Paramount Pictures у 2024 році. Мікс-студія PIP.
- Режисер дубляжу — Ольга Фокіна,
- Перекладач — Катерина Щепковська,
- Звукорежисер — Альона Шиманович,
- Координатор — Ірина Кодьман.

Ролі дублювали:
- Павло Скороходько — Сонік,
- Марина Локтіонова — Тейлз,
- Михайло Кришталь — Шедоу
- Дмитро Вікулов — Доктор Роботнік/Джеральд,
- Юрій Кудрявець — Том,
- Олександр Форманчук — Наклз,
- Антоніна Хижняк — Медді,
- Вікторія Москаленко — Роквелл,
- Роман Молодій — Агент Стоун,
- Олександр Ігнатуша — Волтерс,
- Єсенія Селезньова — Марія,
- Вікторія Білан-Ращук — Рейчел,
- Петро Сова — Рендалл.

А також: Ігор Журбенко, Аліна Проценко, Олег Грищенко, Микола Антонов, Роман Солошенко, Антон Кобилко, Едуард Кіхтенко та інші.

## Виробництво

### Розробка
До лютого 2022 року, ще до прем'єри фільму «Їжак Сонік 2» (2022), Sega Sammy Group та Paramount Pictures вели розробку третього фільму серії «Сонік у кіно». Проєкт був офіційно оголошений під час з'їзду інвесторів ViacomCBS. Паралельно з фільмом велася робота над серіалом про Єхидну Наклза, який дебютував у «Їжак Сонік 2», для стрімінгового сервісу Paramount+.
«Sonic the Hedgehog 3» черпає натхнення з відеоігор «Пригоди Соніка 2» (2001) та «Їжак Шедоу» (2005). Серед елементів, запозичених із «Пригод Соніка 2», були казкові створіння Чао. У цьому фільмі вони є частиною ресторану в Токіо, оформленого в стилі Садів Чао, де Команда Соніка та Шедоу вперше зустрічаються в бою. Фаулер вважав, що використання цих персонажів у популярній локації виглядає правдоподібно і може слугувати сюжетним прийомом, наприклад, коли Команді Соніка потрібен був момент, щоб перегрупуватися та обговорити ситуацію.
У квітні 2022 року Джим Керрі, який грає роль доктора Роботніка у фільмах, оголосив, що розглядає можливість завершення акторської кар'єри. З огляду на його можливий відхід, Моріц і Ашер підтвердили, що його роль Роботніка не буде переприсвоєна іншому актору в наступних частинах, якщо він здійснить свої плани щодо виходу на пенсію. Проте вони зберігали надію, що зможуть розробити достатньо хороші сценарії, щоб він продовжив виконувати цю роль. Керрі погодився за умови, що «ангели принесуть якийсь сценарій, написаний золотим чорнилом, який скаже мені, що людям буде справді важливо це побачити».

### Пост-продакшн
Як захід економії коштів, продюсери залучили внутрішню анімаційну команду Paramount для роботи як над «Їжаком Соніком 3», так і над серіалом «Наклз». Клем Їп (Clem Yip) виступає супервайзером анімації, тоді як Ал Левін є монтажером фільму. Анімацію створювали шість студій: Райзінг Сан Пікчерз, Родео FX, Індастріал Лайт енд Меджик, Фін, Марза Анімейшн Планет та внутрішня команда Paramount. Команда Фаулера використала стратегію "розподілу між вендорами", розділивши анімаційну роботу між цими шістьма студіями.
За словами Ашера, команда «зробила інвестицію в ассети „Соніка“ та […] створила їх власними силами», а потім розподілила їх між вендорами, що, як він зазначив, відрізнялося від попередніх частин, де «зазвичай вендор контролює ассети, які він моделює». Володіння ассетами також дозволило їхній внутрішній команді працювати виключно над «Їжаком Соніком 3» та «Наклзом», і допомогло виробництву «утримувати витрати на низькому рівні та рухатися швидше». Фаулер сказав, що «якщо у вас кілька вендорів, у вас кілька команд, яких потрібно ввести в курс справи, тому спочатку потрібно виконати додатковий обсяг роботи. Але коли ви це зробите, оскільки робота розподілена, у вас з'являється можливість повернутися і сказати: 'Можливо, ми трохи посилимо це або трохи відполіруємо ту гру актора'». Фаулер підкреслив необхідність візуальної безперервності між проєктами і зазначив, що комунікація має критичне значення.

## Прем'єра
«Їжак Сонік 3» вийшов у прокат США 20 грудня 2024 за сприяння компанії Paramount Pictures.